# La Troja, Querétaro Arteaga
La Troja är en ort i Mexiko.   Den ligger i kommunen Pinal de Amoles och delstaten Querétaro Arteaga, i den centrala delen av landet, 200 km norr om huvudstaden Mexico City. La Troja ligger 1 479 meter över havet och antalet invånare är 141.
Terrängen runt La Troja är kuperad österut, men västerut är den bergig. Runt La Troja är det ganska tätbefolkat, med 52 invånare per kvadratkilometer. Närmaste större samhälle är Jalpan, 10,5 km öster om La Troja. I omgivningarna runt La Troja växer i huvudsak blandskog.